# Xanthyris flaveolata
Xanthyris flaveolata là một loài bướm đêm trong họ Geometridae.